# Jaworzyna Śląska
Jaworzyna Śląska là một thị trấn thuộc huyện Świdnicki, tỉnh Dolnośląskie ở miền tây nam Ba Lan. Thị trấn có diện tích 5 km². Đến ngày 1 tháng 1 năm 2011, dân số của thị trấn là 5145 người và mật độ 1185 người/km².